# Prinzenerlass
Prinzenerlass (scritto anche Prinzenerlaß) era il nome di un decreto del 1940 emesso da Adolf Hitler che proibiva ai membri delle precedenti case regnanti della Germania di partecipare a qualsiasi operazione militare nella Wehrmacht.

## Contesto

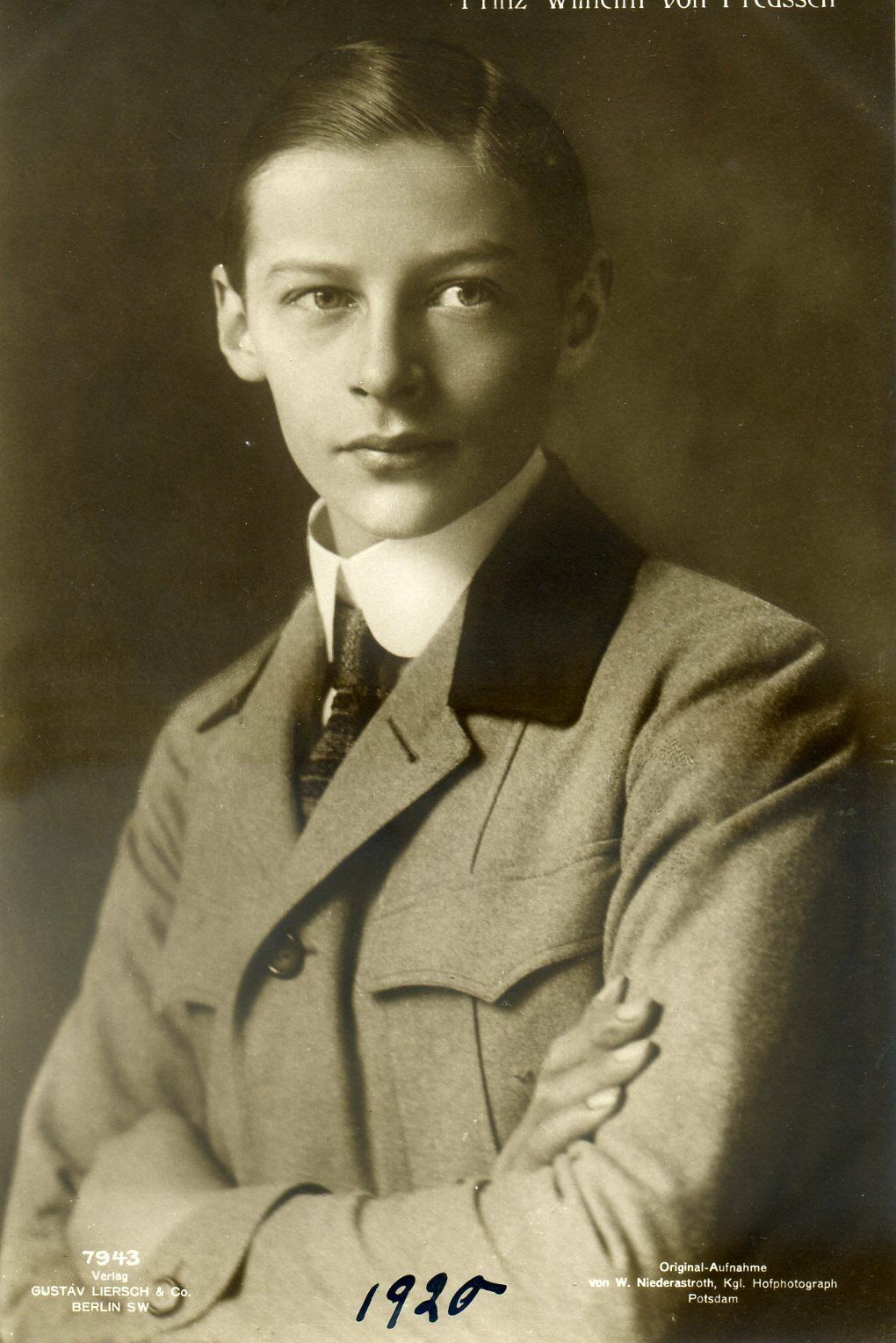
Il principe Guglielmo di Prussia

Nel maggio 1940, il principe Guglielmo di Prussia, nipote dell'imperatore Guglielmo II, prese parte all’invasione della Francia. Fu ferito durante i combattimenti a Valenciennes e morì in un ospedale da campo a Nivelles il 26 maggio 1940. Il suo servizio funebre si svolse presso la Chiesa della Pace, e fu sepolto nel mausoleo della famiglia Hohenzollern nel Tempio Antico nel Parco di Sanssouci. Il funerale attirò oltre 50.000 persone in lutto. La sua morte e la conseguente simpatia del pubblico tedesco nei confronti di un membro della famiglia imperiale infastidirono notevolmente Hitler, che iniziò a vedere gli Hohenzollern come una minaccia al suo potere. Poco dopo fu emesso il Prinzenerlass e tutti i membri delle ex case reali tedesche furono sollevati dai doveri di combattimento. Il decreto proibiva ai membri delle famiglie precedentemente regnanti della Germania di prestare servizio attivo nella Wehrmacht, temendo che ciò avrebbe aumentato la simpatia del pubblico per le dinastie deposte e minacciato la stabilità del regime stesso.